# Tiora violacea
Tiora violacea är en fjärilsart som beskrevs av Ruggero Verity 1911. Tiora violacea ingår i släktet Tiora och familjen juvelvingar. Inga underarter finns listade i Catalogue of Life.